# Athanase Clément de Ris
Pour les articles homonymes, voir Clément de Ris et Clément.
Pour les autres membres de la famille, voir Dominique Clément de Ris.
 (août 2021).
Si vous disposez d'ouvrages ou d'articles de référence ou si vous connaissez des sites web de qualité traitant du thème abordé ici, merci de compléter l'article en donnant les références utiles à sa vérifiabilité et en les liant à la section « Notes et références ».
Athanase Louis Marie Clément de Ris (29 juin 1782 à Tréguier - 28 octobre 1837 à Paris) est un militaire et homme politique français du XIXe siècle.

## Biographie

### Famille
Fils aîné de Dominique, comte Clément de Ris (1750-1827) et de Catherine Chevreux du Miny ( ✝ 1829), Athanase Louis Marie Clément de Ris épousa, le 20 mai 1810 à Paris, Marie-Caroline Le Jeans (22 mars 1789, Marseille - 11 décembre 1827, Paris), fille de Guillaume Lazare Lejeans (1738 ✝ 1803), membre du Sénat conservateur.
Sans enfants, le couple Clément de Ris avait adopté les trois enfants de Elisabeth Torterat :
- Athanase Louis Torterat-Clément de Ris (8 décembre 1820, Paris - 10 octobre 1882, Versailles), dit « le comte Clément de Ris », conservateur du musée de Versailles, auteur de critiques d'art et de littérature, membre de la Légion d'honneur[1] ;
- Catherine-Clémentine Torterat-Clément de Ris (née en 1822 à Paris), dame de compagnie de la princesse Marie-Clotilde Bonaparte, mariée le 9 mai 1843 avec Camille Clément (31 octobre 1813, Turin - 14 juin 1881, Paris), 3e baron de La Roncière-Le Nourry ;
- Paulin Torterat-Clément de Ris (né le 28 mai 1825 à Paris).

Clément de Ris sort involontairement du collège de Pontlevoy (où il était élève) avant d'y avoir terminé son cours d'études, et s'engage comme simple dragon dans le 10e régiment.

### Carrière militaire
Il passe par tous les grades inférieurs, avant d'obtenir les épaulettes de sous-lieutenant, fait la campagne de 1805 à l'armée d'Italie comme aide de camp du maréchal Masséna, celle de Prusse (1806) comme adjudant-major au 16e dragons où il reçoit la décoration de la Légion d'honneur. Il est blessé d'un coup de lance au combat de Deppen le 4 février 1807, se trouve aux batailles d'Eylau et de Friedland, et passe en Espagne en qualité d'aide de camp du maréchal Lefebvre.
Le 27 juillet 1808, Clément de Ris fils est créé chevalier de l'Empire.
Il fait encore les campagnes de Bavière, à la suite de laquelle il est créé chevalier de l'ordre militaire de Maximilien-Joseph de Bavière, du Tyrol et d'Autriche (1809), et est promu capitaine au dragons de la garde impériale.
Après la retraite de Russie, il obtient le grade chef d'escadron dans la Vieille Garde et la croix d'officier de la Légion d'honneur. À la fin de 1813, son état de santé l'oblige à quitter le service actif.
Chevalier de Saint-Louis en 1814, et colonel, il reprend du service pendant les Cent-Jours comme adjudant-commandant du chef d'état-major d'une division de cavalerie légère, est blessé à la poitrine le 9 juillet, sous les murs de Strasbourg, quitte l'armée au licenciement, et rentre dans ses foyers.

### Carrière politique
La mort de son père l'appelle, le 26 mars 1828, par droit d'hérédité, à siéger dans la Chambre des pairs. Il s'y montre constamment dévoué aux ministres qui se succèdent depuis cette époque.
Rallié en effet à la monarchie de Juillet, il se prononce notamment, en 1835, comme juge de la « cour des Pairs », pour la condamnation des accusés d'avril. 
Il est admis à la retraite comme colonel de cavalerie en non-activité, le 13 septembre 1832.

## Autres fonctions
- Pair de France (26 mars 1828, puis rallié à la Monarchie de Juillet).

## Titres
- Chevalier Clément de Ris et de l'Empire (lettres patentes de 27 juillet 1808, Toulouse[2]) ;
- 2e comte Clément de Ris (1828).

## Décorations
- Légion d'honneur :
  - Légionnaire (14 avril 1807), puis,
  - Officier (16 avril 1813), puis,
  - Commandeur de la Légion d'honneur (30 avril 1836) ;
- Ordre royal et militaire de Saint-Louis :
  - Chevalier (1814) ;
- Chevalier de l'ordre militaire de Maximilien-Joseph de Bavière.

## Armoiries
| Figure | Blasonnement |
|        | Armes du chevalier Clément de Ris et de l'Empire Parti d'azur et de gueules, l'azur au chevron d'or accompagné en chef de deux étoiles d'argent, et en pointe d'une colombe d'argent tenant au bec une branche d'olivier de sinople ; le gueules au casque de dragon d'or surmonté d'un signet de sable, le tout soutenu d'une champagne de gueules au signe des chevaliers. - Livrées : les couleurs de l'écu. |
|        | Armes du comte Clément de Ris, Baron-pair héréditaire D'azur, au chevron d'argent, acc. en chef de deux étoiles d'or et en pointe d'une colombe d'argent, tenant en son bec une branche d'olivier de sinople. |

## Pour approfondir